# Guillaume Teniers
Pour les articles homonymes, voir Teniers.
Guillaume-Albert Teniers (Willem Albert Teniers) né à Louvain le 20 avril 1748; mort à Amsterdam le 12 février 1820, était un violoniste et compositeur belge.
Guillaume Teniers était un descendant de la famille des peintres flamands Teniers. Il était violoniste de théâtre dans plusieurs villes en Europe. En 1775 il était violoniste au Théâtre des Spectacles à Bruxelles, en 1780 premier violoniste à l'opéra de La Haye, en cette période il joue beaucoup de concerts en soliste. Il reprend un engagement à Bruxelles au Théâtre de La Monnaie en 1792. Après un séjour à Hambourg, il s'installe en 1800 définitivement aux Pays-Bas comme professeur de violon et en premier violon au Théâtre Français d'Amsterdam .

## Œuvre
Ils nous laisse plusieurs compositions pour le violon. Dans les duos, l'Alto joue généralement un rôle d'accompagnement en jouant souvent des lignes de variations.
- 3 concertos pour violon et orchestre op.1 (Amsterdam, 1782),
- 3 Sonates pour le violon avec accompagnement d'un alto op.3 (Amsterdam, 1786),
- Trois airs variés pour violon op. 5,
- 3 Sonates pour le violon avec accompagnement d'un alto op.6 (Amsterdam, 1800),
- Andante avec La Roxolane de Mr. Joseph Haydn, arrangé pour violon et alto,
- Six variations sur l'angloise de Mlle Foriosa la cadette, pour deux violons,

## Sources
1. ↑  René Vannes et André Souris: Dictionnaire des musiciens-compositeurs (Bruxelles, 1947)